# Osa de Ándara

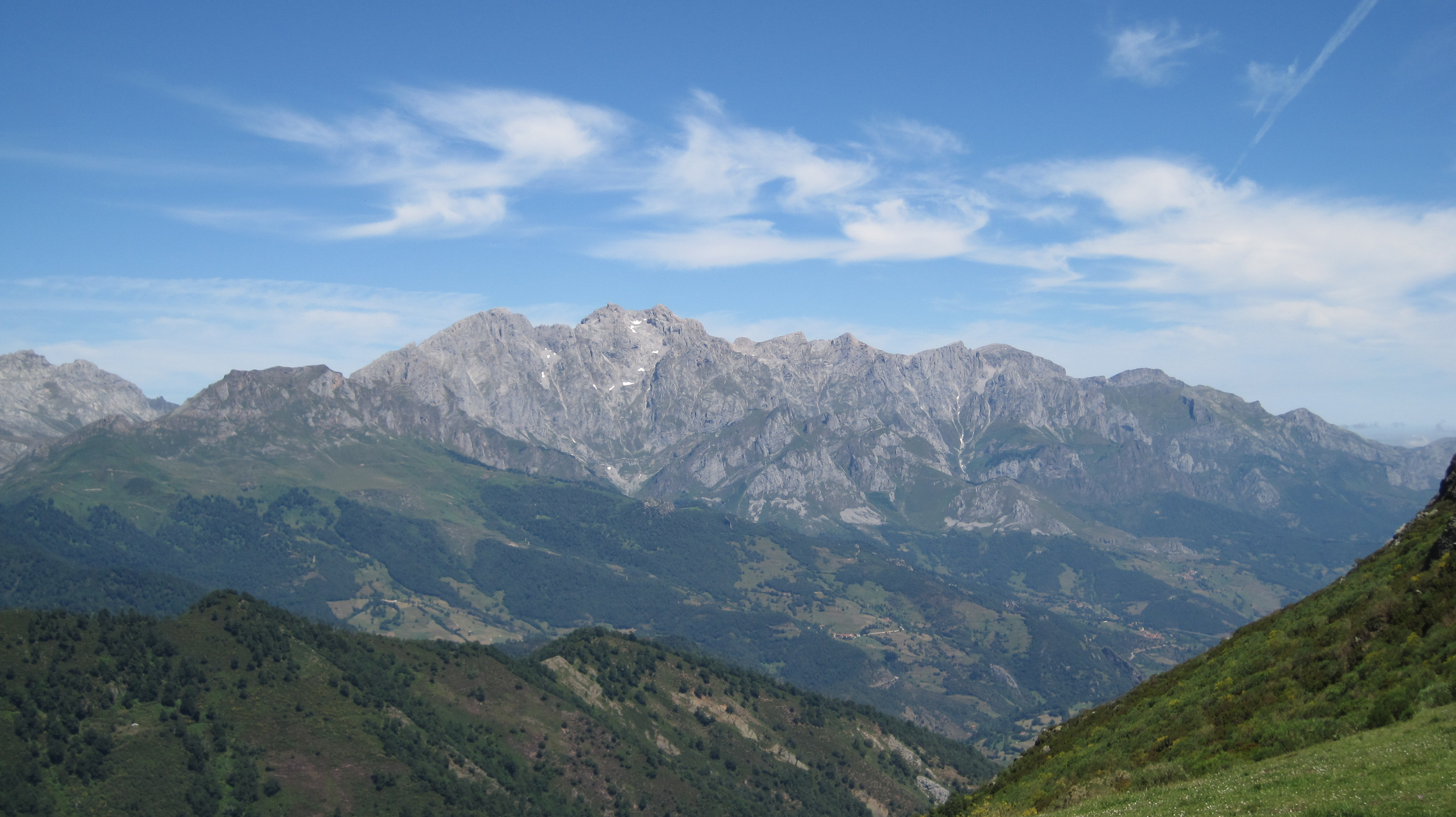
El macizo de Ándara, lugar donde dicen las leyendas que habita este ser antropomórfico, visto desde el puerto de San Glorio.

La Osa de Ándara en la mitología cántabra es un ser que habita los picos de Europa, en la región de Ándara. 
Es una mujer-osa, que desaparece con la llegada de las nieves, pero vuelve a aparecer con el buen tiempo para reanudar sus fechorías.
Tiene la cara de mujer madura sin serlo y algo desdibujadas las facciones, cuando se enfada bizquea; tiene unas manos enormes de color oscuro, es brava y forzuda, pero rara vez demuestra su agresividad. Su cuerpo está cubierto por un traje viejo y vulgar, los cabellos son largos y de color oscuro, sus brazos y piernas están cubiertos del mismo pelo que tienen los osos.
Se alimenta normalmente de leche, castañas, raíces, maíz crudo y bayas de ciertos árboles y, a veces, de algún cabritillo.